# Philonthus ceryle
Philonthus ceryle – gatunek chrząszcza z rodziny kusakowatych i podrodziny Staphylininae.
Gatunek ten został opisany w 2013 roku przez Lubomíra Hromádkę.
Kusak o ciele długości 11,3 mm. Głowa czarna z brązowymi głaszczkami i żuwaczkami, szersza niż dłuższa i o skroniach długości oczu. Czułki czarne. Czarnobrązowe przedplecze jest tak szerokie jak długie. Czarne z fioletowo-niebieskim połyskujące pokrywy są szersze niż dłuższe. Odnóża brązowe z żółtą wewnętrzną stroną goleni.
Chrząszcz afrotropikalny, znany wyłącznie z Kamerunu.